# Alain Digbeu

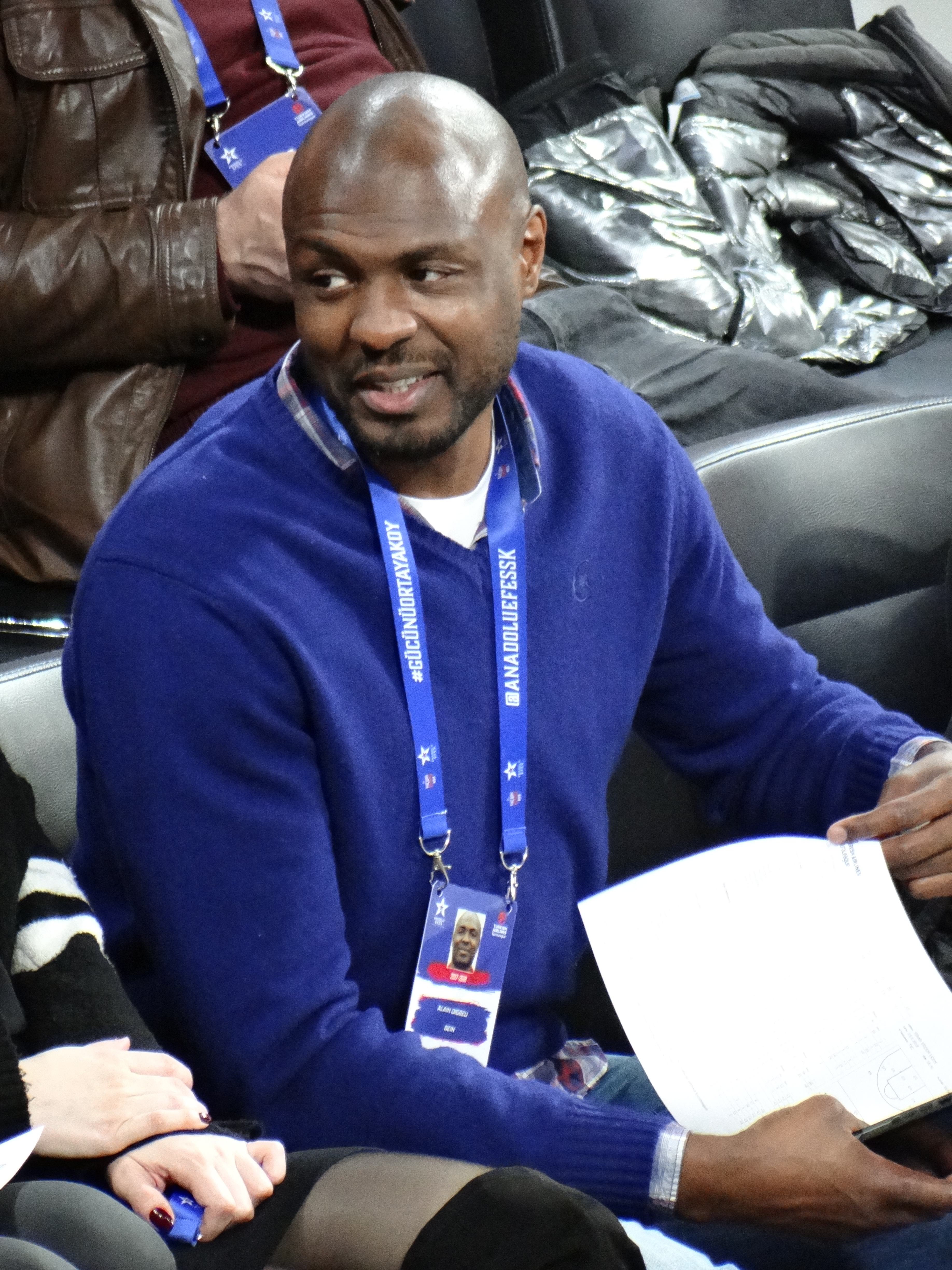
Digbeu im Jahr 2018

Alain Digbeu (* 13. November 1975 in Mâcon) ist ein ehemaliger französischer Basketballspieler.

## Laufbahn
Digbeu wuchs ab 1980 in Lyon auf, spielte Basketball in Vénissieux und wechselte 1991 zu ASVEL Lyon-Villeurbanne. 1993 gab der 1,95 Meter große, äußerst sprungstarke Flügelspieler seinen Einstand in der Profimannschaft ASVELs in der Ligue Nationale de Basket. Dort entwickelte er sich schnell zum Stammspieler. 1996, 1997 und 1999 wurde er mit ASVEL französischer Vizemeister sowie 1996 und 1997 Pokalsieger. Seinen Karrierehöchstwert in der Liga erreichte Digbeu in der Spielzeit 1997/98, als er 13,7 Punkte je Begegnung erzielte. 1997 sicherten sich die Atlanta Hawks beim Draftverfahren (zweite Runde, 50. Stelle) die Rechte am Franzosen, allerdings gelang ihm im Laufe seiner Karriere der Sprung in die nordamerikanische Liga nicht.
Von 1999 bis 2002 stand Digbeu beim FC Barcelona unter Vertrag. Mit Barca wurde er 2000 spanischer Vizemeister sowie 2001 Meister und Pokalsieger. In der Meisterschaftssaison 2000/01 verbuchte er 7,4 Punkte je Begegnung, das war zugleich sein bester Wert seiner drei Jahre in Barcelona.
2002/03 spielte Digbeu bei Real Madrid und 2003/04 bei Joventut de Badalona. Er wechselte nach Italien und spielte in der Saison 2004/05 bei Casti Group Varese (34 Spiele: 14,4 Punkte/Spiel), ehe er in der Saisonschlussphase für Etosa Alicante in Spanien auf dem Feld stand. Er blieb anschließend bis 2006 in Alicante.
2006/07 verstärkte Digbeu die italienische Mannschaft Climamio Bologna. Anschließend spielte er kurzzeitig bei Kavala in Griechenland, wechselte aber noch in der Spielzeit 2007/08 zum spanischen Zweitligisten Alicante Costa Blanca. 2008/09 war er Spieler von Pau-Orthez in seinem Heimatland. Von 2009 bis 2010 stand Digbeu zum Abschluss seiner Laufbahn bei SIG Straßburg unter Vertrag.
Digbeu war eine Zeit lang als Kommentator für den französischen Sender L'Équipe 21 tätig, er ließ sich nach seiner Karriere in Istanbul nieder, wurde 2013 Trainer der Reservemannschaft von Galatasaray Istanbul, arbeitete vier Jahre für den Verein und war zeitweise zusätzlich Mitglied des Trainerstabs der türkischen U20-Nationalmannschaft. Er wurde als Basketball-Experte beim Fernsehsender Lig TV tätig. Er arbeitete zudem für die NBA-Mannschaft Atlanta Hawks als Talentspäher. 2017 übernahm er diese Aufgabe für die Houston Rockets.
Digbeus jüngere Schwester Jennifer war Basketball-Nationalspielerin. Sein Sohn Tom wurde ebenfalls Berufsbasketballspieler.

### Nationalmannschaft
Digbeu nahm mit Frankreichs Nationalmannschaft an den Europameisterschaften 1999, 2001, 2003 und 2005 teil. Er kam auf insgesamt 91 Länderspiele.